# Дрохово
Дрохово (пол. Drochowo) — село в Польщі, у гміні Нарушево Плонського повіту Мазовецького воєводства.
Населення — 119 осіб (2011).
У 1975-1998 роках село належало до Цехановського воєводства.

## Демографія
Демографічна структура станом на 31 березня 2011 року:
|          | Загалом | Допрацездатний вік | Працездатний вік | Постпрацездатний вік |
| -------- | ------- | ------------------ | ---------------- | -------------------- |
| Чоловіки | 62      | 12                 | 41               | 9                    |
| Жінки    | 57      | 12                 | 31               | 14                   |
| Разом    | 119     | 24                 | 72               | 23                   |